# Fåret Shaun
Fåret Shaun (engelska: Shaun the Sheep) är en leranimerad brittisk TV-serie producerad av Aardman Animations och HiT Entertainment. Serien består av 170 (2023) avsnitt, där varje avsnitt är cirka sju minuter långt. Serien hade premiär den 5 mars 2007. Figuren Shaun förekom dock redan i Wallace och Gromit-filmen Nära ögat 1995 (på svenska dock under namnet Ullrik). Namnet är en ordvits med engelska shorn, klippt eller rakad, perfekt particip till shear (Wallace och Gromit-filmen heter "A Close Shave" på engelska och i denna blir "Shaun" shorn och av ullen stickas en tröja).

## Handling
Serien kretsar i huvudsak kring fåret Shaun, flocken som Shaun tillhör, fårhunden Bitzer, samt bonden som äger dem. Shaun har flera mänskliga drag såsom nyfikenhet, intelligens och kreativitet. Shaun använder dessa egenskaper till att lösa problem som flocken ställs inför, men samtidigt kan också dessa egenskaper resultera i oväntade scenarion. Shaun är flockens ledare, och de övriga fåren hänger alltid med på hans upptåg. För det mesta verkar det finnas en kompisrelation mellan Shaun och Bitzer, även om Bitzer alltid har sista ordet.
Komiken är uppbyggd kring gester, miner och slapstick och avsnitten saknar helt dialog (utöver mekaniska ljud är det bara djurläten och från männinskor - vanligtvis bonden - endast obegripligt pladder och muttranden) och läsbar text.

## Rollfigurer
- Fåret Shaun är seriens huvudkaraktär.
- Bitzer är fårhunden som vaktar fårflocken.
- Shirley är en tacka som är mycket större än de övriga fåren och som äter det mesta. Shirley blir ofta använd som verktyg när fårflocken behöver lösa uppgifter.
- Timmy är ett lamm och det minsta fåret. Timmys mamma (som alltid bär papiljotter) bor också bland fåren. Timmy har nästan alltid sin napp i munnen. Timmy har också en egen serie (Timmy lamm) som handlar om när han går på förskola med många andra olika djur.
- Bonden äger farmen som djuren vistas på.
- Grisarna gör alltid livet surt för Shaun. De är giriga, svåra att ha att göra med och de älskar att retas med honom.
- Pidsley, bondens katt, som är en antagonist till Bitzer om vem det egentligen är som bestämmer på gården.

## Säsonger
| Säsong        | Antal avsnitt | Första sändning  | Sista sändning    | Bolag   |
| ------------- | ------------- | ---------------- | ----------------- | ------- |
| 1 (2007)      | 40            | 5 mars 2007      | 14 september 2007 | BBC     |
| 2 (2009–2010) | 40            | 23 november 2009 | 17 december 2010  | BBC     |
| 3 (2012)      | 20            | 26 november 2012 | 20 december 2012  | BBC     |
| 4 (2013)      | 30            | 4 februari 2013  | 13 september 2013 | BBC     |
| 5 (2016)      | 20            | 5 september 2016 | 18 november 2016  | BBC     |
| 6 (2020)      | 20            | 16 mars 2020     | 16 mars 2020      | Netflix |
| 6 (2020)      | 20            | 5 september 2020 | 30 september 2020 | BBC     |

## Avsnitt
Avsnitten är sorterade på sändningsordning. 

### Säsong 1 (2007)
| Avs. | Titel                                                  | Originalvisning (BBC One) |
| --- | ------------------------------------------------------ | ------------------------- |
| 1 | "Stolpe ut" "Off the Baa!"                             | 5 mars 2007               |
| Ett kålhuvud ramlar in i hagen och det blir fotbollsmatch.                                                           |                                                        |                           |
| 2 | "Dags att bada!" "Bathtime"                            | 5 mars 2007               |
| När det är dags att bada är varmvattnet slut i poolen. Fåren hämtar från huset till Bitzers förskräckelse.           |                                                        |                           |
| 3 | "Träningspasset" "Shape Up With Shaun"                 | 6 mars 2007               |
| Shirley har blivit större än vanligt, så Shaun lägger upp ett träningsprogram.                                       |                                                        |                           |
| 4 | "Dockjakten" "Timmy In A Tizzy"                        | 6 mars 2007               |
| Bonden tar Timmys nalle, men Shaun kommer till undsättning förstås.                                                  |                                                        |                           |
| 5 | "Äppelkriget" "Scrumping"                              | 7 mars 2007               |
| Grisarna vill inte dela med sig av sina äpplen och krig bryter ut.                                                   |                                                        |                           |
| 6 | "Konstig konst" "Still Life"                           | 7 mars 2007               |
| Bonden slappnar av med måleri, men när han tar en paus vill flocken inspektera verket.                               |                                                        |                           |
| 7 | "Den glupska gräsklipparen" "Mower Mouth"              | 8 mars 2007               |
| En get äter av fårens gräs och bjuder Shaun på en åktur.                                                             |                                                        |                           |
| 8 | "Det hemliga pizzauppdraget" "Take Away"               | 8 mars 2007               |
| Med förklädnad gör fåren besök en pizzeria.                                                                          |                                                        |                           |
| 9 | "Tjuren" "The Bull"                                    | 9 mars 2007               |
| Ett upptåg från grisarna får tjuren att se rött.                                                                     |                                                        |                           |
| 10 | "Party, Party!" "Saturday Night Shaun"                 | 9 mars 2007               |
| Shaun hittar en skivspelare och ställer till med fest, men grisarna lägger sig i.                                    |                                                        |                           |
| 11 | "Draken" "The Kite"                                    | 12 mars 2007              |
| En drake fastnar i trädet, så flocken försöker få ned den.                                                           |                                                        |                           |
| 12 | "Skräckfilmen" "Little Sheep of Horrors"               | 12 mars 2007              |
| Efter en skräckfilm på TV går Timmy in i huset. Panik bryter ut när Shaun skall hämta honom.                         |                                                        |                           |
| 13 | "Bisvärmen" "Buzz off Bees"                            | 13 mars 2007              |
| Ett gäng bin gör livet surt för flocken.                                                                             |                                                        |                           |
| 14 | "Nu är det klippt" "Fleeced"                           | 13 mars 2007              |
| Bonden skall klippa fåren men det verkar inte som han har rätt färdigheter.                                          |                                                        |                           |
| 15 | "Fotografen" "Shaun Shoots the Sheep"                  | 14 mars 2007              |
| När Bitzer får i uppdrag att söka rätt på en förlorad kamera har Shaun redan kommit långt med fotograferandet.       |                                                        |                           |
| 16 | "Cirkus" "Big Top Timmy"                               | 14 mars 2007              |
| Shaun måste rädda Timmy från en närliggande cirkus.                                                                  |                                                        |                           |
| 17 | "Kär och galen" "Fetching"                             | 15 mars 2007              |
| Bitzer ser en tik och missar helt vad fåren hittar på.                                                               |                                                        |                           |
| 18 | "Varning för grävlingen!" "Mountains out of Molehills" | 15 mars 2007              |
| Shaun kämpar för att bli av med en objuden gäst.                                                                     |                                                        |                           |
| 19 | "Kycklingmamman" "Who's the Mummy?"                    | 16 mars 2007              |
| Några nykläckta kycklingar tror att Shaun är deras mamma.                                                            |                                                        |                           |
| 20 | "Hjälp, det spökar!" "Things that go Bump"             | 16 mars 2007              |
| Fåren ligger sömnlösa när märkliga saker händer. Bitzer försöker lugna dem.                                          |                                                        |                           |
| 21 | "Traktor-trubbel!" "Troublesome Tractor"               | 12 September 2007         |
| Bonden önskar sig en ny traktor. Fåren hjälper till genom att piffa upp den gamla.                                   |                                                        |                           |
| 22 | "Hick-dricka" "Hiccups"                                | 6 September 2007          |
| Shirley får hicka genom att dricka av Bitzers saft, men Shaun hittar på olika kurer.                                 |                                                        |                           |
| 23 | "Att trampa i klaveret" "Bitzer Puts His Foot In It"   | 6 September 2007          |
| Bondens nylagda cement får inte vara ifred - vare sig från får eller hundar.                                         |                                                        |                           |
| 24 | "Tjurrusning" "Heavy metal Shaun"                      | 13 September 2007         |
| När Shaun och Bitzer får tag i en metalldetektor upptäckter de något obehagligt bakom häcken.                        |                                                        |                           |
| 25 | "Får på rymmen" "Sheep on the Loose"                   | 3 September 2007          |
| Nästan hela fårflocken ger sig av - det är upp till Shaun och Shirley att Bonden tror att allt står rätt till.       |                                                        |                           |
| 26 | "Tvättdags" "Washday"                                  | 4 September 2007          |
| Bondens torkställning blir en karusell - tvätten blir smutsig och fåren måste tvätta allt igen.                      |                                                        |                           |
| 27 | "Tandféen" "Tooth Fairy"                               | 5 September 2007          |
| Shaun tar på sig tandläkarrollen när Bitzer har tandvärk.                                                            |                                                        |                           |
| 28 | "Upp med tältet!" "Camping Chaos"                      | 11 September 2007         |
| Fåren får sällskap i hagen av en ovänlig tältare.                                                                    |                                                        |                           |
| 29 | "Rädda trädet" "Save The Tree"                         | 14 September 2007         |
| Veden är slut och Bonden vill såga ned trädet i hagen. Fåren är av en annan åsikt.                                   |                                                        |                           |
| 30 | "Bonden Shaun" "Shaun the Farmer"                      | 5 September 2007          |
| Bitzer tar hand om Bonden som är sjuk. Shaun får ta över sysslorna på gården.                                        |                                                        |                           |
| 31 | "Får i sömnen" "Sheepwalking"                          | 7 September 2007          |
| Shaun går i sömnen vilket resulterar i sedvanlig oreda.                                                              |                                                        |                           |
| 32 | "Barn på besök" "The Farmer's Niece"                   | 10 September 2007         |
| Det är inget snällt barn som hälsar på - vilket Shaun och Bitzer snart får erfara.                                   |                                                        |                           |
| 33 | "Klister" "Stick with Me"                              | 12 September 2007         |
| En tub med klister skapar problem i fårhagen.                                                                        |                                                        |                           |
| 34 | "Värmebölja" "If You Can't Stand the Heat"             | 7 September 2007          |
| Det är stekhett, men Bonden är ivägen när fåren vill svalka sig.                                                     |                                                        |                           |
| 35 | "Ostädat" "Tidy Up"                                    | 10 September 2007         |
| Hagen är ostädad och Bitzer får i uppdrag att snygga till. Att ta hjälp av fåren kanske inte är den bästa lösningen. |                                                        |                           |
| 36 | "Besök från rymden" "The Visitor"                      | 4 September 2007          |
| En märklig varelse kraschar i hagen. Fåren vill såklart undsätta främlingen.                                         |                                                        |                           |
| 37 | "En hjälpande hund" "Helping Hound"                    | 11 September 2007         |
| Bonden skaffar sig en robothund som inte uppskattas fåren.                                                           |                                                        |                           |
| 38 | "Snarkande får" "Snore-Worn Shaun"                     | 13 September 2007         |
| Shirley snarkar och Shaun bestämmer sig för att hon skall ut ur ladan.                                               |                                                        |                           |
| 39 | "Abrakadabra" "Abracadabra"                            | 3 September 2007          |
| Bonden kastar ut sin trollerilåda, Shaun sätter upp en show, och - fåren börjar försvinna!                           |                                                        |                           |
| 40 | "Väck inte bonden" "Shaun Encounters"                  | 14 September 2007         |
| Två utomjordiska barn ställer till problem en natt. Shaun och Bitzer vill förhindra att Bonden vaknar.               |                                                        |                           |

## Internationell sändning
| Land                    | Kanal(er)                                                                 |
| ----------------------- | ------------------------------------------------------------------------- |
| Australien              | ABC och Nick Jr.                                                          |
| Österrike               | ORF                                                                       |
| Brasilien               | Disney Channel                                                            |
| Belgien                 | RTBF                                                                      |
| Bosnien och Hercegovina | RTV                                                                       |
| Kanada                  | Teletoon                                                                  |
| Kroatien                | HRT                                                                       |
| Colombia                | Disney Channel                                                            |
| Tjeckien                | Cartoon Network och Česká televize                                        |
| Danmark                 | Disney Channel och DR1                                                    |
| Estland                 | ETV                                                                       |
| Finland                 | YLE                                                                       |
| Frankrike               | Disney Channel och TF1                                                    |
| Tyskland                | WDR, KI.KA                                                                |
| Hongkong                | TVB Pearl från 12 augusti 2007                                            |
| Ungern                  | Cartoon Network                                                           |
| Island                  | Sjónvarpið                                                                |
| Indien                  | Nickelodeon                                                               |
| Irland                  | RTÉ Two                                                                   |
| Israel                  | Logi Channel                                                              |
| Italien                 | Disney Channel                                                            |
| Japan                   | NHK                                                                       |
| Sydkorea                | EBS                                                                       |
| Lettland                | TV6 Latvia                                                                |
| Malaysia                | Disney Channel Asia                                                       |
| Mexiko                  | Disney Channel México                                                     |
| Nya Zeeland             | TV2 och Nickelodeon New Zealand                                           |
| Nederländerna           | Nickelodeon                                                               |
| Norge                   | NRK                                                                       |
| Filippinerna            | Disney Channel                                                            |
| Polen                   | Cartoon Network och TVP1                                                  |
| Portugal                | RTP2 och Disney Channel                                                   |
| Ryssland                | 2x2                                                                       |
| Serbien                 | Fox televizija                                                            |
| Singapore               | Disney Channel Asia                                                       |
| Slovakien               | Cartoon Network och STV                                                   |
| Spanien                 | Nickelodeon                                                               |
| Sverige                 | SVT (start 15 juni 2007, den svenska titelmelodin sjungs av Anders Öjebo) |
| Schweiz                 | SF, TSR                                                                   |
| Taiwan                  | Disney Channel                                                            |
| Storbritannien          | BBC One, BBC Two, CBBC                                                    |
| USA                     | Disney Channel, Toon Disney                                               |
| Vietnam                 | Disney Channel Asia                                                       |

## Filmer
Två filmer baserade på serien har också producerats.
- Fåret Shaun - Filmen (2015)
- Fåret Shaun - Farmageddon (2019)

## Övrigt
Fåret Shaun har även fått ett eget Fåret Shaun land på Skånes Djurpark utanför Höör.